# Mastigodryas dorsalis
Mastigodryas dorsalis  es una especie de serpiente que pertenece a la familia Colubridae. Es nativo de Guatemala, El Salvador, Honduras, Costa Rica y Nicaragua. Su hábitat se compone de bosque de pino-encino y bosque premontano húmedo. Su rango altitudinal oscila entre 635 y 1900 m s. n. m.. Es una especie terrestre y semiarbórea.